# 고백부부
《고백부부》는 2017년 10월 13일부터 2017년 11월 18일까지 방송했던 KBS 2TV 금토 드라마였다.

## 프로그램 소개
결혼을 후회하는 부부의 전쟁 같은 리얼 인생 체인지 드라마

## 등장 인물

### 주요 인물
- 장나라 : 마진주 역

2017년 38세. 전업주부, 서진의 엄마
1999년 20세. 한국대 사학과 1학년
- 손호준 : 최반도 역

2017년 38세. 제약회사 영업맨, 서진의 아빠
1999년 20세. 한국대 토목과 1학년
- 허정민 : 안재우 역

2017년 38세. 야구 응원단장, 미혼
1999년 20세. 한국대 토목과 1학년, 한국대 응원단, 반도의 친구, 윤보름의 첫사랑
- 한보름 : 윤보름 역

2017년 38세. 에어로빅 원장, 미혼
1999년 20세. 한국대 사학과 1학년, 한국대 응원단, 진주의 친구, 안재우의 첫사랑
- 장기용 : 정남길 역

2017년 41세. 한국사 스타 강사, 미혼
1999년 23세. 한국대 사학과 4학년, ROTC, 한국대 이사장의 아들
- 고보결 : 민서영 역

1999년 20세. 무용과 1학년, 최반도의 첫사랑
- 이이경 : 고독재 역

2017년 38세. 영화사 제작 피디, 기혼자
1999년 20세. 한국대 토목과 1학년, 반도의 친구
- 조혜정 : 천설 역

2017년 38세. 연락두절
1999년 20세. 한국대 사학과 1학년, 진주의 친구, 보름의 기숙사 룸메이트

### 진주네 가족
- 김미경 : 고은숙 역

1999년 49세. 진주의 어머니, 판석의 1살 연상 아내, 신장 투석 치료 중, 10년 후 별세
- 이병준 : 마판석 역

2017년 66세.
1999년 48세. 진주의 아버지, 은숙의 연하 남편, 한국극장 직원
- 차민지 : 마은주 역

2017년 39세.
1999년 21세. 진주의 1살 터울 언니

### 반도네 가족
- 김병옥 : 최기일 역

2017년 71세.
1999년 53세. 반도의 아버지
- 조련 : 강경숙 역

2017년 69세.
1999년 51세. 반도의 어머니
- 고은민 : 최자연 역

2017년 44세. 아들을 하나 둔 주부
1999년 26세. 반도의 6살 터울 누나

### 진주반도의 가족
- 박아린 : 서진 역

2017년 3세. 진주와 반도의 아들

### 한국대 사람들
- 임지규 : 박현석 역

2017년 44세. 반도의 거래처인 예림소아과 병원장, 예림의 남편
1999년 26세. 한국대 의과대
- 이도연 : 김예림 역

2017년 40세. 현석의 아내
1999년 22세. 한국대. 부잣집 딸

### 그 외 인물
- 전영인 : 최반도의 조카 역
- 천신남 : 폐지 줍는 사람 역
- 인성호 : 최반도의 영업 의사 역
- 박대원
- 시현 : 안재우에게 관심 갖는 여성 역
- 안중권
- 김보라
- 최화영
- 김재흠
- 신희국
- 김승완
- 고은이 : 한국대 교수 역
- 원근수 : 한국대 토목과 94학번 선배 역
- 송인섭
- 우현욱
- 장우용
- 오정환
- 정민하
- 이정훈
- 조연우
- 조현식 : 2017년 보험설계사 / 1999년 반도의 토목과 선배 역
- 석보배
- 이무녕
- 정종우
- 임호준
- 은서율
- 손동화 : 남대생 역
- 마민희
- 이혜은
- 신준항
- 당현석
- 임묵진
- 이윤상
- 박용
- 김아람
- 신희국
- 김승완
- 좌채원
- 은서율
- 신율이
- 이지송
- 윤해윤
- 유금
- 금광산 : 윤보름의 오빠 역
- 이창식 : 윤보름의 오빠 역
- 이승재
- 황보정일 : 윤보름의 오빠 역
- 옥주리
- 정종우
- 정현석 : 민서영의 아버지 역
- 안수빈
- 양대혁
- 김대국
- 주상혁
- 권태진
- 리민
- 윤예원
- 윤현
- 이세욱
- 김미준
- 강찬양
- 최윤준
- 권해성
- 공윤찬
- 안명주

### 특별출연
- 염동헌 : 교수 역
- 정윤호 : 아동교재 외판원 역
- 김기두 : 취사병 예비역 역
- 이상민 : 인기 가수 역
- 이휘재 : 라디오 DJ 역

## 시청률
최저 시청률과 최고 시청률은 시청률 조사회사와 지역별로 시청률에 차이가 있을 수 있습니다.
| 2017년      | 2017년      | 2017년                                       | 2017년         | 2017년       | 2017년         | 2017년       |
| 회차        | 방송일      | 부제                                         | TNmS 시청률    | TNmS 시청률  | AGB 시청률     | AGB 시청률   |
| 회차        | 방송일      | 부제                                         | 대한민국(전국) | 서울(수도권) | 대한민국(전국) | 서울(수도권) |
| ----------- | ----------- | -------------------------------------------- | -------------- | ------------ | -------------- | ------------ |
| 1회         | 10월 13일   | 결혼은 해피 엔딩아니다                       | 5.2%           | 5.5%         | 4.6%           | 5.2%         |
| 2회         | 10월 14일   | 추억은 편의대로 기억된다                     | 6.1%           | 6.4%         | 6.0%           | 6.6%         |
| 3회         | 10월 20일   | 다시 찾아온 봄날                             | 4.9%           | 5.5%         | 5.2%           | 5.4%         |
| 4회         | 10월 21일   | 다시, 심장이 뛴다                            | 5.3%           | 6.0%         | 4.8%           | 5.5%         |
| 5회         | 10월 27일   | 첫 사랑의 기준                               | 5.3%           | 5.4%         | 5.5%           | 5.8%         |
| 6회         | 10월 28일   | 당신은 당신일 때, 더욱 빛난다                | 5.2%           | 5.6%         | 5.5%           | 6.0%         |
| 7회         | 11월 3일    | 진실과 거짓 사이, 그곳엔 진심이 있다         | 6.3%           | 6.1%         | 5.8%           | 5.8%         |
| 8회         | 11월 4일    | 세상에 맞설 당신만의 무기                    | 5.5%           | 6.3%         | 6.7%           | 7.1%         |
| 9회         | 11월 10일   | 우리가 사랑했던 시간들...                    | 6.9%           | 7.3%         | 6.5%           | 6.4%         |
| 10회        | 11월 11일   | 당연한 건 없었다                             | 6.9%           | 7.9%         | 6.0%           | 5.5%         |
| 11회        | 11월 17일   | 엉킨 마음은 우리가 외면하고 방치할 때 커진다 | 6.6%           | 7.0%         | 5.4%           | 5.7%         |
| 12회        | 11월 18일   | 사랑하는 나의 전우여                         | 7.6%           | 7.9%         | 7.3%           | 7.6%         |
| 평균 시청률 | 평균 시청률 | 평균 시청률                                  | 6.0%           | 6.4%         | 5.8%           | 6.1%         |

## OST

### 파트 1
| #            | 제목                | 작사           | 작곡           | 가수             | 재생 시간 |
| ------------ | ------------------- | -------------- | -------------- | ---------------- | --------- |
| 1.           | 〈Go Back〉         | 문성남, 정재우 | 문성남, 정재우 | 에브리 싱글 데이 | 3:35      |
| 2.           | 〈Go Back (Inst.)〉 |                | 문성남, 정재우 |                  | 3:35      |
| 총 재생 시간 | 총 재생 시간        | 총 재생 시간   | 총 재생 시간   | 총 재생 시간     | 7:10      |

### 파트 2
| #            | 제목                    | 작사         | 작곡            | 가수         | 재생 시간 |
| ------------ | ----------------------- | ------------ | --------------- | ------------ | --------- |
| 1.           | 〈바람의 노래〉         | 김순곤       | Various Artists | 소향         | 4:22      |
| 2.           | 〈바람의 노래 (Inst.)〉 |              | Various Artists |              | 4:22      |
| 총 재생 시간 | 총 재생 시간            | 총 재생 시간 | 총 재생 시간    | 총 재생 시간 | 8:44      |

### 파트 3
| #            | 제목              | 작사         | 작곡         | 가수         | 재생 시간 |
| ------------ | ----------------- | ------------ | ------------ | ------------ | --------- |
| 1.           | 〈Dream〉         | 꿀단지       | 꿀단지       | 심규선       | 4:08      |
| 2.           | 〈Dream (Inst.)〉 |              | 꿀단지       |              | 4:08      |
| 총 재생 시간 | 총 재생 시간      | 총 재생 시간 | 총 재생 시간 | 총 재생 시간 | 8:16      |

### 파트 4
| #            | 제목             | 작사         | 작곡                   | 가수         | 재생 시간 |
| ------------ | ---------------- | ------------ | ---------------------- | ------------ | --------- |
| 1.           | 〈고백〉         | yoda         | 한밤(Midnight), 김세진 | 최낙타       | 3:48      |
| 2.           | 〈고백 (Inst.)〉 |              | 한밤(Midnight), 김세진 |              | 3:48      |
| 총 재생 시간 | 총 재생 시간     | 총 재생 시간 | 총 재생 시간           | 총 재생 시간 | 7:36      |

### 파트 5
| #            | 제목                      | 작사         | 작곡         | 가수         | 재생 시간 |
| ------------ | ------------------------- | ------------ | ------------ | ------------ | --------- |
| 1.           | 〈우리라는 세상〉         | 1601, 김호경 | 1601         | 이석훈       | 4:13      |
| 2.           | 〈우리라는 세상 (Inst.)〉 |              | 1601         |              | 4:13      |
| 총 재생 시간 | 총 재생 시간              | 총 재생 시간 | 총 재생 시간 | 총 재생 시간 | 8:26      |

## 수상 및 후보
| 연도 | 시상식                      | 부문                            | 수상자          | 결과 |
| ---- | --------------------------- | ------------------------------- | --------------- | ---- |
| 2017 | 제25회 대한민국문화연예대상 | 드라마 부문 여자 신인상         | 한보름          | 수상 |
| 2017 | KBS 연기대상                | 남자 신인상                     | 장기용          | 후보 |
| 2017 | KBS 연기대상                | 미니시리즈 부문 남자 우수연기상 | 손호준          | 후보 |
| 2017 | KBS 연기대상                | 미니시리즈부문 여자 우수연기상  | 장나라          | 수상 |
| 2017 | KBS 연기대상                | 베스트커플상                    | 장나라 & 손호준 | 수상 |

## 편성 변경
- 《최강 배달꾼》이 2017년 9월 23일에 종영돼 2017년 9월 29일 《최강 배달꾼》 후속 작품으로 첫 방송 예정이었지만 추석, 장기 연휴로 인해 2주 후인 2017년 10월 13일에 첫 방송됐다.

## 결방
- 2017년 9월 29일 추석 특선 영화 《내부자들》 편성으로 인한 결방.
- 2017년 9월 30일 《뮤직뱅크 in 자카르타》 편성으로 인한 결방.
- 2017년 10월 6일 추석 특선 영화 《형》 편성으로 인한 결방
- 2017년 10월 7일 추석 특집 《건반 위의 하이에나》 편성으로 인한 결방.

## 같이 보기
- 웹툰 《한번 더 해요》